# Sanbai Tang
Sanbai Tang är en sjö i Kina. Den ligger i provinsen Zhejiang, i den östra delen av landet, omkring 26 kilometer norr om provinshuvudstaden Hangzhou. Sanbai Tang ligger 4 meter över havet. Arean är 0,37 kvadratkilometer. Trakten runt Sanbai Tang består till största delen av jordbruksmark. Den sträcker sig 0,8 kilometer i nord-sydlig riktning, och 0,7 kilometer i öst-västlig riktning.
Genomsnittlig årsnederbörd är 1 869 millimeter. Den regnigaste månaden är juni, med i genomsnitt 328 mm nederbörd, och den torraste är november, med 74 mm nederbörd.